# Пикуль, Валентин Саввич
Валенти́н Са́ввич Пи́куль (13 июля 1928, Ленинград — 16 июля 1990, Рига) — советский писатель, автор многочисленных художественных произведений на историческую и военно-морскую тематику. Уже при жизни писателя общий тираж его книг, исключая журналы и зарубежные издания, составил примерно 20 млн экземпляров, а на 2007 год в картотеке автора числится более 500 библиографических единиц (изданий книг), включая семь изданий собраний сочинений (четыре из них — 28-томники) суммарным тиражом полмиллиарда экземпляров.

## Биография
Отец Валентина, Савва Михайлович Пикуль родился в 1901 году в местечке Кагарлык Киевской губернии в крестьянской семье. После прохождения срочной службы на миноносце «Фридрих Энгельс» Балтийского флота (1922—1926 годы) остался в Ленинграде и поступил работать на фабрику «Скороход» смазчиком-шорником.
26 мая 1926 года женился на Марии Карениной. В 1935 году окончил Инженерно-экономический институт им. Молотова, после чего работал на заводе № 190 (Адмиралтейский завод) руководителем производственного отдела. С июля 1940 года переехал на работу в г. Молотовск (ныне Северодвинск) на строительство новой судоверфи (будущий завод «Севмаш»), где работал старшим инженером группы ППО. После начала Великой Отечественной войны ушёл добровольцем в Беломорскую военную флотилию. С июля 1942 года воевал в Сталинграде старшим политруком 4-го батальона морской пехоты 42-й отдельной стрелковой бригады. Официально пропал без вести во время Сталинградской битвы, предположительно погиб 26 сентября в бою за Дом пионеров .
Мария Константиновна Пикуль (Каренина) вышла из крестьян Псковской губернии. Умерла в Ленинграде в 1984 году.

#### Детство
В 1940 году Пикуль с матерью переехал из Ленинграда в город Молотовск, на место работы отца, где окончил 5-й класс и занимался в Доме пионеров в кружке «Юный моряк». В 1941 году Пикуль, сдав экзамены, поехал на каникулы к бабушке в Ленинград. Из-за начавшейся Великой Отечественной войны не смог вернуться до осени. Мать с сыном переживали первую блокадную зиму в Ленинграде. Отец с декабря 1941 года стал батальонным комиссаром Беломорской военной флотилии и переехал в Архангельск. Весной 1942 года Валентин Пикуль, больной цингой и дистрофией, с матерью выехал из Ленинграда по «Дороге жизни» и эвакуировался в Архангельск.

#### Дальнейшая биография
Из Архангельска Валентин Пикуль бежал в школу юнг на Соловках. Отец перевёлся в морскую пехоту и годом позже старший политрук Пикуль С. М., состоявший в Политуправлении СФ, пропал без вести в боях под Сталинградом в феврале 1943 года . В 1988 году Валентин Пикуль получил письмо из Волгограда от товарищей отца о том что отец погиб 26 сентября 1942 года в бою, ему прислали документы. Он собрал материал о Сталинградской битве и хотел написать об этом роман, но не успел, как и закончить другие начатые и почти законченные им.
В 1943 году Пикуль окончил школу юнг на Соловецких островах (был юнгой первого набора) по специальности «рулевой-сигнальщик» и был отправлен на эскадренный миноносец «Грозный» Северного флота, где прослужил до конца войны. На «Грозном» Пикуль изучил материальную часть гиропоста и получил специальность штурманского электрика, нес вахту на этом посту вместе с бывалым специалистом, а после убытия того стал командиром этого боевого поста корабля.
По окончании войны был направлен в Ленинградское подготовительное военно-морское училище. По представлению командования училища курсант Пикуль в 1946 году был награждён медалью «За победу над Германией в Великой Отечественной войне 1941—1945 гг.».
Недолго работал начальником «секретного» отдела в водолазном отряде, потом дежурил диспетчером в пожарной части. Занимался самообразованием. Поступил вольным слушателем в литературный кружок, которым руководила В. К. Кетлинская. Также начал посещать объединение молодых писателей, которым руководил В. А. Рождественский. В это время Пикуль подружился с писателями В. А. Курочкиным и В. В. Конецким. Знакомые звали их «три мушкётера». В 1962 году Валентин Пикуль переехал в Ригу («под давлением Даниила Гранина и обкома партии», по версии Виктора Ягодкина), где прожил до самой смерти.
По утверждениям родственников и знакомых, Пикулю часто угрожали, а после опубликования романа «Нечистая сила» он был жестоко избит. По словам того же Ягодкина, после публикации исторического романа «У последней черты» («Нечистая сила») за Пикулем был установлен негласный надзор по личному распоряжению М. А. Суслова .
В 1985 году награждён орденом Отечественной войны II степени .
Валентин Саввич Пикуль скончался 16 июля 1990 года от сердечного приступа. Похоронен в Риге на Лесном кладбище.

### Семья
Пикуль был трижды женат. Вскоре после Великой Отечественной войны женился в Ленинграде на Зое Борисовне Чудаковой. Через несколько лет брак распался. В архивах Союза писателей СССР хранится автобиография Пикуля, где есть запись: «Состою в юридическом браке. Жена — Чудакова (Пикуль) Зоя Борисовна, 1927 года рождения». Они встретились в 1946 году в очереди в кассу за билетами в кино. Пикулю было семнадцать лет, Зоя чуть старше. Пикуль не имел постоянной работы, перебивался случайными заработками, большую часть времени отдавая литературному кружку и своему первому крупному литературному произведению. Расписались из-за беременности Чудаковой, родилась дочь.
В 1958 году Пикуль женился в Ленинграде на Веронике Феликсовне Чугуновой (девичья фамилия — Гансовская, 1919 года рождения), сестре писателя С. Гансовского. Вероника работала на Ленфильме, она потеряла в Ленинграде в войну мужа — капитана дальнего плавания, сама закончила войну в Прибалтике в звании гвардии сержанта. Общих детей в браке не было, у жены был взрослый сын от предыдущего брака. Свой исторический роман «Слово и дело» Пикуль посвятил Веронике Чугуновой.
Третья жена — Антонина Пикуль (с 1980 года), заведующая библиотекой дома офицеров в Риге, где писатель выписывал редкие книги. По первому браку Антонина Анджан, двое детей- школьников, Пикуль заботился о них. После смерти писателя написала о нём несколько книг: «Валентин Пикуль. Из первых уст», «Уважаемый Валентин Саввич!», «Валентин Пикуль. Я мерил жизнь томами книг», «Живёт страна Пикулия», а также фотоальбом «Жизнь и творчество Валентина Пикуля в фотографиях и документах».

## Творчество
В 1947 году Пикулю впервые удалось напечататься в периодике — это был познавательный материал о женьшене. Тогда же Пикуль задумал свой первый роман под названием «Курс на Солнце». До этого он прочитал книгу о миноносцах Северного флота, которая возмутила его своей скучностью, и он решил написать об этом правдивее и лучше. Однако даже после трёх вариантов повести он остался ею неудовлетворён и собственноручно уничтожил рукопись. Тем не менее фрагменты повести были опубликованы в выходившей тогда в Таллине флотской газете «На вахте». В 1950 году в альманахе «Молодой Ленинград» были напечатаны его рассказы «На берегу» и «Женьшень».
Первый роман «Океанский патруль» Пикуля вышел в 1954 году в издательстве ЦК ВЛКСМ «Молодая гвардия». Он рассказывал о борьбе с немцами в Баренцевом море во время Великой Отечественной войны. Роман имел большой успех, и Пикуль был принят в СП СССР. Однако сам автор позже всячески открещивался от своего произведения и говорил, что этот роман — пример того, как не надо писать романы. Последний роман, над которым работал Пикуль вплоть до своей смерти — «Барбаросса», посвящённый событиям Второй мировой войны. Запланировав написать два тома, Пикуль сначала рассчитывал написать первый том («Площадь павших борцов»), затем написать книгу «Когда короли были молоды» (о событиях XVIII века) и лишь после этого закончить начатое произведение вторым томом. Также он вынашивал замысел романа «Аракчеевщина», к которому уже собрал весь материал. В замыслах остались романы о балерине Анне Павловой — «Прима»; о художнике Михаиле Врубеле — «Демон поверженный»; о старшей сестре Петра I, Софье, — «Царь-баба». Однако его планам не суждено было осуществиться: написав лишь большую часть первого тома романа «Барбаросса», Пикуль скончался.

### Критика
Книги Пикуля часто подвергались и продолжают подвергаться критике за неаккуратное обращение с историческими документами, вульгарный стиль речи. Некоторые исследователи называют его работы клеветническими и конъюнктурными, направленными лишь на угоду советской власти.
…он брал за основу какой-нибудь фундаментальный труд, как правило, малоизвестный широкому кругу читателей, и на его основе выстраивал своё повествование. Отмечено, что в течение всей своей многолетней писательской деятельности Пикуль ни разу не работал ни в одном архиве <…> Работая над романом „Каторга“, за основу взял книгу с таким же названием, написанную русским публицистом начала XX века В. Дорошевичем. Новизна произведений Пикуля кажущаяся. Всё уже было рассказано до него, причём более объективно, правда, не так увлекательно, как это получалось у Пикуля.
Больше всего в этом смысле досталось его роману «Нечистая сила», несмотря на то, что сам автор считал его «главной удачей в своей литературной биографии». Роман посвящён периоду агонии императорской власти в России — «распутинщине». Газета «Правда» 8 октября 1979 года опубликовала рецензию на этот роман В. Оскоцкого «Воспитание историей». В 1980 году свою рецензию «Крохи правды в бочке лжи» опубликовал в зарубежном («эмигрантском») журнале «Посев» Аркадий Столыпин. Подытоживая обвинения Пикуля в «исторически неверном» изображении морального облика и привычек Николая II, его жены, представителей духовенства, царского окружения и тогдашнего правительства страны, сын премьер-министра Российской империи заявил: «В книге немало мест не только неверных, но и низкопробно-клеветнических, за которые в правовом государстве автор отвечал бы не перед критиками, а перед судом».
А. М. Борщаговский в письме к В. Я. Курбатову в июле 1979 года писал:
…Читаете ли Вы гнусную бульваристику Пикуля в «Нашем современнике»? Вот образец книги растлевающей, оскорбительной прежде всего для русского народа, нездоровой в основе своей книги, где вываляно в грязи всё, и, кажется, сами мозги автора, их клетки, состоят из грязи <…> Такого рода событие, конечно, назревало, оно не могло не случиться. Сама книга, собственно говоря, представляет собой выражение литературной распутинщины, блуда, духовной хлестаковщины.
«Метрополь», составленный хвастливыми мальчишками, — это детская шалость в сравнении с тем колоссальным, едва не обратимым вредом, который приносит и принесёт ещё этот роман Пикуля. Всё в нём бездарно, пошло, без языка, без признаков культуры и совестливого отношения к людям прошлого.
Дискуссии о позиции Пикуля в отношении Столыпина и Распутина продолжаются и по сей день.
Разноречивые оценки при жизни Валентина Пикуля вызывали и некоторые другие его произведения. Так, в 1970-е годы писательница Вера Кетлинская заявила, что книги, положенные в основу романа «Из тупика» (прототипом главного героя которого был её отец), были якобы «ошибочными», а роман «Нечистая сила», по словам обозревателя «Литературной газеты» Бориса Рябухина, вызвал настоящий «переполох в либеральной среде».

### Романы
- Океанский патруль (1954)
- Баязет (1961)
- Плевелы (1962)
- Париж на три часа (1962)
- На задворках Великой империи (1964—1966)
- Из тупика (1968)
- Реквием каравану PQ-17 (1970)
- Моонзунд (1970)
- Пером и шпагой (1972)
- Звёзды над болотом (1972)
- Мальчики с бантиками (автобиографический) (1974)
- Слово и дело (1974—1975)
- Битва железных канцлеров (1977)
- Богатство (1977)
- Нечистая сила (1979, полностью — 1989)
- Три возраста Окини-сан (1981, полностью 1986)
- Фаворит (1984)
- Каждому своё (1983, опубликован в 1985)
- Крейсера (1985)
- Честь имею (1986)
- Каторга (1987)
- Ступай и не греши (1989)
- Морские миниатюры

Неоконченные произведения:
- Барбаросса (Площадь павших борцов) (1991)
- Аракчеевщина
- Псы господни
- Янычары
- Жирная, грязная и продажная

### Исторические миниатюры
- Аввакум в пещи огненной
- Автограф под облаками
- Битва железных канцлеров
- Букет для Аделины
- «Бонавентура» — добрая удача. (Дорогой Ричарда Ченслера)
- Быть главным на ярмарке
- Был город, которого не было
- Бесплатный могильщик
- Быть тебе Остроградским
- Бобруйский мешок
- Воин метеору подобный
- В гостях у имама Шамиля
- Виват контесс д’Орлов
- Выстрел в отеле «Кломзер»
- Вольное общество китоловов
- «Вечный мир» Яна Собеского
- Вечная «карманная» слава
- Вольный казак Ашинов
- В ногайских степях
- В трауре по живому мужу
- Вологодский полтергейст
- Восемнадцать штыковых ран
- В стороне от большого света
- Граф Попо — гражданин Очер
- Герой своего времени
- Где же немцы?
- Граф Полусахалинский
- Генерал от истории
- Генерал на белом коне
- Господа прошу к барьеру
- Гусар на верблюде
- Две старые картины
- Двое из одной деревни
- Доменико Чимарозо
- Дама из «Готского Альманаха»
- Деньги тоже стреляют
- Добрый скальпель Буяльского
- Дворянин Костромской
- Два портрета неизвестных
- Душистая симфония жизни
- Дуб Морица Саксонского
- Досуги любителя муз
- Демидовы
- Длина тени от сгнившего пня
- День Петра и Павла
- Дядюшка Август
- Есиповский театр
- «Железная Башка» после Полтавы
- Жизнь генерала — рыцаря
- Железные чётки
- Желтухинская республика
- Жень—шень
- Закрытие русской «лавочки»
- Зато Париж был спасён
- Забытый лейтенант Ильин (Лейтенант Ильин был)
- Завещание Альфреда Нобеля
- Закройных дел мастерица
- Зина — дочь барабанщика
- «История одного скелета»
- Из Одессы через Суэцкий канал
- Императрикс — слово звериное
- Из пантеона славы
- Известный гражданин Плюшкин (Всякого жита по лопате)
- Каламбур Николаевич
- Калиостро — друг бедных
- Как сдавались столицы
- Конная артиллерия — марш-марш
- Король русской рифмы
- Клиника доктора Захарьина
- Как трава в поле
- Коринна (Коринна в России)
- Как попасть в энциклопедию
- Кровь, слёзы и лавры
- Книга о скудости и богатстве
- Куда делась наша тарелка
- Лейтенант Ильин был
- Мясоедов — сын Мясоедова
- Миноносцы выходят в океан
- Мир во что бы то ни стало
- Музы города Арзамаса
- Мешая дело с бездельем
- Михаил Константинович Сидоров
- Мичман флота в отставке
- Маланьина свадьба
- «Малахолия» полковника Богданова
- На берегу
- Николаевские Монте-Кристо
- Николаю Юрьевичу Авраамову
- Не от крапивного семени
- Нептун с Березины
- Ничего, сеньор, ничего, сеньорита
- Наша милая, милая Уленька
- Не говори с тоской: их нет
- Ночной полёт
- От дедушки Соколова до внука Петрова
- Обворожительная кельнерша
- Одинокий в своём одиночестве
- Ошибка доктора Боткина
- Опасная дорога в Кабул
- Памяти Якова Карловича
- Прав я или не прав?
- Пулковский меридиан
- Побег в юность
- Повесть о печальном бессмертии
- Прибыль купца Долгополова
- Последний франк короля
- Проезжая мимо Любани
- Первый листригон Балаклавы
- Потопи меня или будь проклят
- Полёт и капризы гения
- Проклятая Доггер-банка
- Пень генерала Драгомирова
- Письмо студента Мамонтова
- Потомок Владимира Мономаха
- Приговорён только к расстрелу
- Полёт шмеля над морем
- «Первый университет»
- «Под золотым дождём»
- «Пасхальный барон Пасхин»
- Полезнее всего запретить
- Посмертное издание (Сочинён он дамою)
- Портрет из Русского музея
- Последний из Ягеллонов
- Пляска смерти Гольбейна
- Радуйся, благодатная
- Рвать цветы под облаками
- Решительные с «Решительного»
- Резановский мавзолей
- Расстановка столбов
- Реквием последней любви
- Рязанский «американец»
- Ртутный король России
- Ржевский самородок
- Сага о гирокомпасах
- Синусоида жизни человеческой
- Славное имя — Берегиня
- Судьба баловня судьбы
- Солдат Василий Михайлов
- Свеча жизни Егорова
- Секрет русской стали
- Старые гусиные перья (Гусиное перо)
- Секретная миссия Нарбона
- Сын Аракчеева — враг Аракчеева
- Старая история с новым концом
- Сандуновские бани
- Слава нашему атаману
- Сын «Пиковой дамы»
- Старое доброе время
- Совет двадцати баранов
- Трагедия «русского макарта»
- Трудолюбивый и рачительный муж
- Тепло русской печки
- Тайный советник
- Ужин у директора Государственного банка
- Удаляющаяся с бала
- Хива, отвори ворота
- Цыц и перецыц
- Через тернии к звёздам
- Что держала в руках Венера
- Чтобы помнили
- Чужое — человеческое
- Человек известных форм
- Человек переставший улыбаться
- Шедевры села Рузаевки
- Шарман, шарман, шарман
- Этот неспокойный Кривцов
- Ястреб гнезда Петрова
- Ярославские страдания

### Автобиографические и публицистические произведения

#### Биографические эссе
- Мальчики с бантиками (роман) (1974)

#### Автобиографические миниатюры
- Миноносцы выходят в океан
- Николаю Юрьевичу Авраамову
- Ночной полёт
- Прав я или не прав?
- Сага о гирокомпасах

#### Публицистика
- История — огонь, а не остывший пепел
- Армия — любовь моя!
- Моя жизнь — моя работа
- О себе (сборник авторских мыслей)[25][26]

## Экранизации произведений
- 1987 — Моонзунд
- 1994 — Бульварный роман
- 2003 — Баязет (телесериал)
- 2004 — Богатство (телесериал)
- 2004 — Конвой PQ-17 (телесериал)
- 2005 — Фаворит (телесериал)
- 2007 — Пером и шпагой (телесериал)

## Награды
- Два ордена Трудового Красного Знамени (1978, 1988)
- Орден Дружбы народов (1984)
- Орден Отечественной войны II степени (1985)
- Медаль «За оборону Ленинграда»
- Медаль «За оборону Советского Заполярья»
- Медаль «За победу над Германией в Великой Отечественной войне 1941—1945 гг.»
- Государственная премия РСФСР имени М. Горького (1988) — за роман «Крейсера» (передал пострадавшим от землетрясения в Армении)
- Литературная премия Министерства обороны СССР (1988) — за роман «Из тупика». В Рижском окружном Доме офицеров 22 марта 1988 года состоялось торжественное вручение литературной премии. Этой награды писатель удостоен за активную разработку в своем творчестве военно-патриотической тематики, за пропаганду героико-революционных и боевых традиций российского флота. Награду вручал начальник военного издательства МО СССР генерал-лейтенант В. С. Рябов. Денежное вознаграждение передал в фонд госпиталя Прибалтийского военного округа на нужды воинов-интернационалистов.
- Премия имени М. А. Шолохова (1993 — посмертно) — за роман «Нечистая сила».

## Память
- Памятник В. С. Пикулю в Мурманске в сквере у школы № 1 на ул. капитана Буркова (открыт 13 июля 2013 года)[27].
- Бюст В. С. Пикулю в Мурманске на аллее писателей (установлен в 2008 году)[28].
- Памятная доска на доме № 16 по 4-й Красноармейской улице Санкт-Петербурга, где Пикуль жил с 1947 по 1961 гг.[3]
- В 1996 году В. Пикуль посмертно избран действительным членом Петровской академии наук и искусств.
- В 1998 году (к 70-летию со дня рождения) имя Пикуля занесено в листы памяти Золотой Книги Санкт-Петербурга за № 0004.
- В 2015 году в честь В. С. Пикуля названа аудитория в Морском государственном университете имени адмирала Г. И. Невельского. Открытие памятной доски состоялось в рамках празднования 125-летия учебного заведения.
- 26 октября 2017 года в Балтийской Международной академии в рамках осеннего цикла Дней русской культуры был открыт зал памяти и славы В. С. Пикуля[29].
- 16 июля 2020 года в Санкт-Петербурге в Саду Пикуля, на пересечении Измайловского проспекта и 7-й Красноармейской улицы, открыт мемориальный знак писателю, автором которого выступил скульптор Дмитрий Каминкер[30].

Ныне имя В. С. Пикуля носят:
- Сухогруз «Валентин Пикуль» (порт приписки Санкт-Петербург).
- Тральщик Черноморского флота «Валентин Пикуль» (порт приписки Новороссийск).
- Пограничный сторожевой корабль ПСКР-924 «Валентин Пикуль» (пр. 10410, порт приписки Каспийск, Дагестан).
- Малая планета Пикулия (4174 Pikulia; открыта в 1982 году).
- Улицы в городах Балтийске и Североморске (с 1991 года).
- Библиотеки Балтийского и Тихоокеанского флотов.
- Международная литературная премия имени Валентина Пикуля (учреждена в 2004 году).
- Сад (Санкт-Петербург, Адмиралтейский район, Измайловское)[31].

## Архив писателя
После смерти В. С. Пикуля в Риге остался большой личный архив писателя: более десяти тысяч изданий по истории, биографическая картотека, насчитывающая около 100 тысяч карточек и 50 000 исторических портретов, охватывающих период с XV до начала XX века.
В разные годы велись переговоры о возвращении архива писателя в Россию. Рассматривалось создание персонального музея В. Пикуля, а также передача архива писателя в собрание Центрального военно-морского музея в г. Санкт-Петербурге или Музея морского флота в Москве, но окончательное решение до сих пор не принято.